# Factory Point
Der Factory Point (englisch für Fabrikspitze) ist eine kleine Landspitze an der Nordküste Südgeorgiens. Sie liegt am Westufer und nahe dem Kopfende des Leith Harbor in der Stromness Bay.
Wahrscheinlich benannten sie norwegische Walfänger nach der nahegelegenen Walfangstation.